# Приозёрная железная дорога Лланбериса
Приозёрная железная дорога Лланбериса (англ.: Llanberis Lake Railway, валл.: Rheilffordd Llyn Padarn) — железная дорога узкой колеи (597 мм) длиною в 4 км (2,5 мили), соединяющая Лланберис в валлийском округе Гуинет со станцией Пен-Ллин (Pen Llyn), что находится в Падарнском Парке. Открылась для движения в 1971 г. на небольшом отрезке насыпи, ранее принадлежавшем Падарнской железной дороге (Padarn Railway). Функционирует как историческая железная дорога.

## Маршрут
Началом железной дороги принято считать станцию «Гилвах-Ти», хотя с 2003 г. ей предшествует станция в Лланберисе(53°07′03″ с. ш. 4°07′09″ з. д.). Для путешественников линия обычно начинается именно здесь — недалеко от вокзала соседней Сноудонской горной железной дороги. Выйдя из Лланбериса, путь пересекает канал, соединяющий озёра Падарн и Перис, и подходит к станции «Гилвах-Ти», рядом с которой расположен Национальный сланцевый музей. За «Гилвах-Ти» линия выходит на берег Падарнского озера и бежит по нему до станции «Кел-Ллидан», проходит её и, продолжая двигаться всё тем же берегом, достигает безымянного разъезда. За ним, некоторое время спустя, путь подходит к конечной станции «Пен-И-Ллин»(53°08′13″ с. ш. 4°08′58″ з. д.), которая лежит на самом северо-западе Падарнского загородного парка, и останавливается недалеко от шоссе, этот парк пронизывающего.

## История

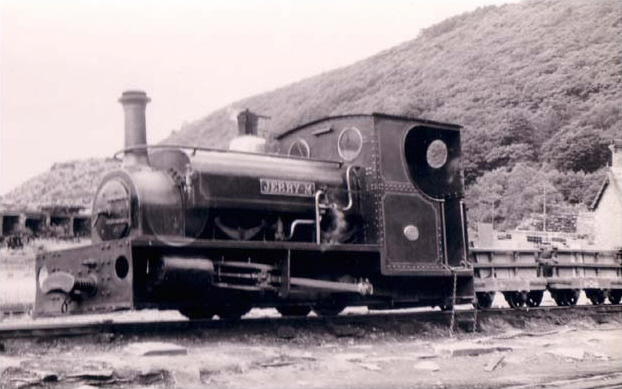
Карьерный паровоз гунслетовского типа «Jerry M» в 1951 г.

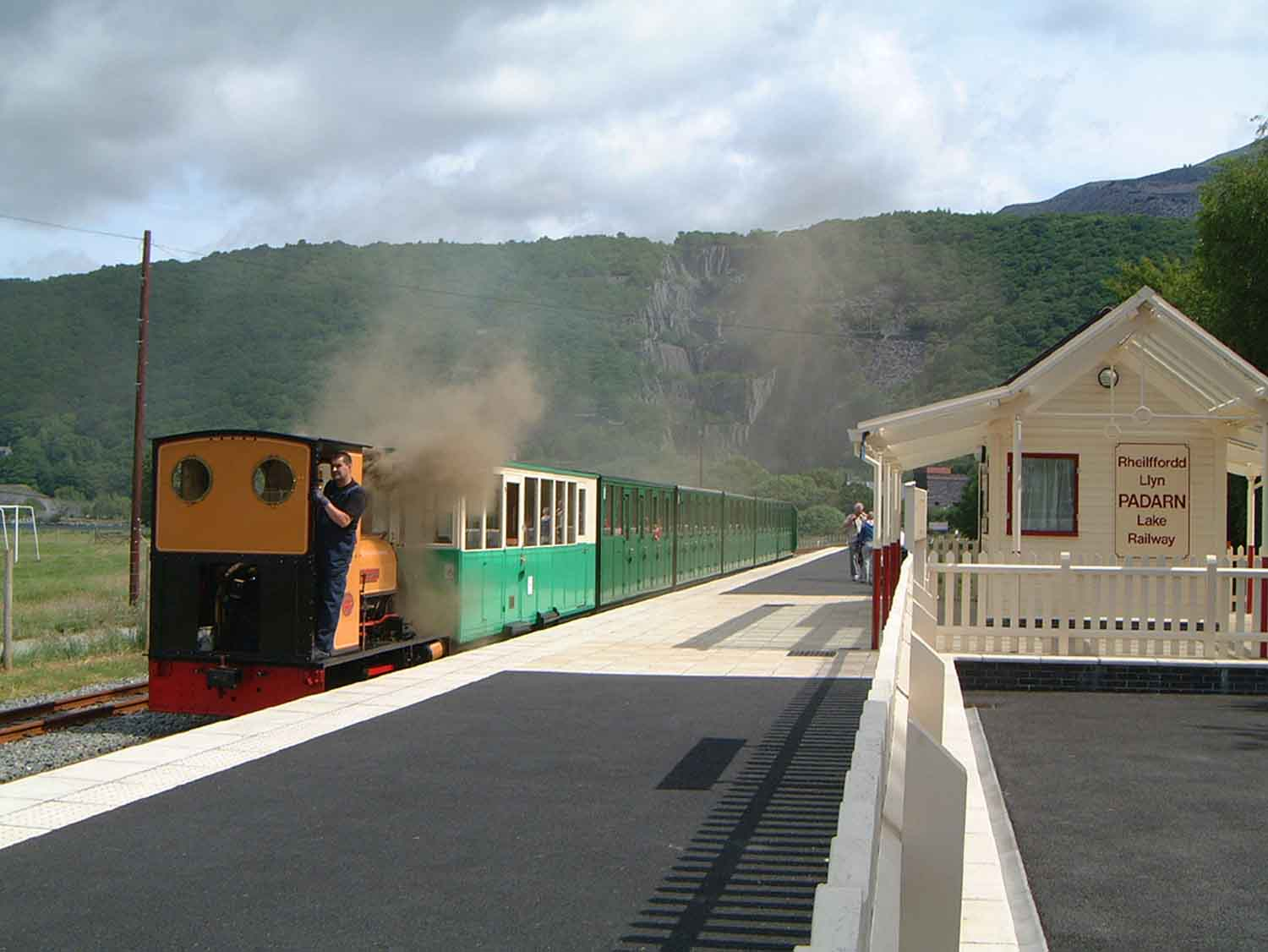
Вокзал в Лланберисе

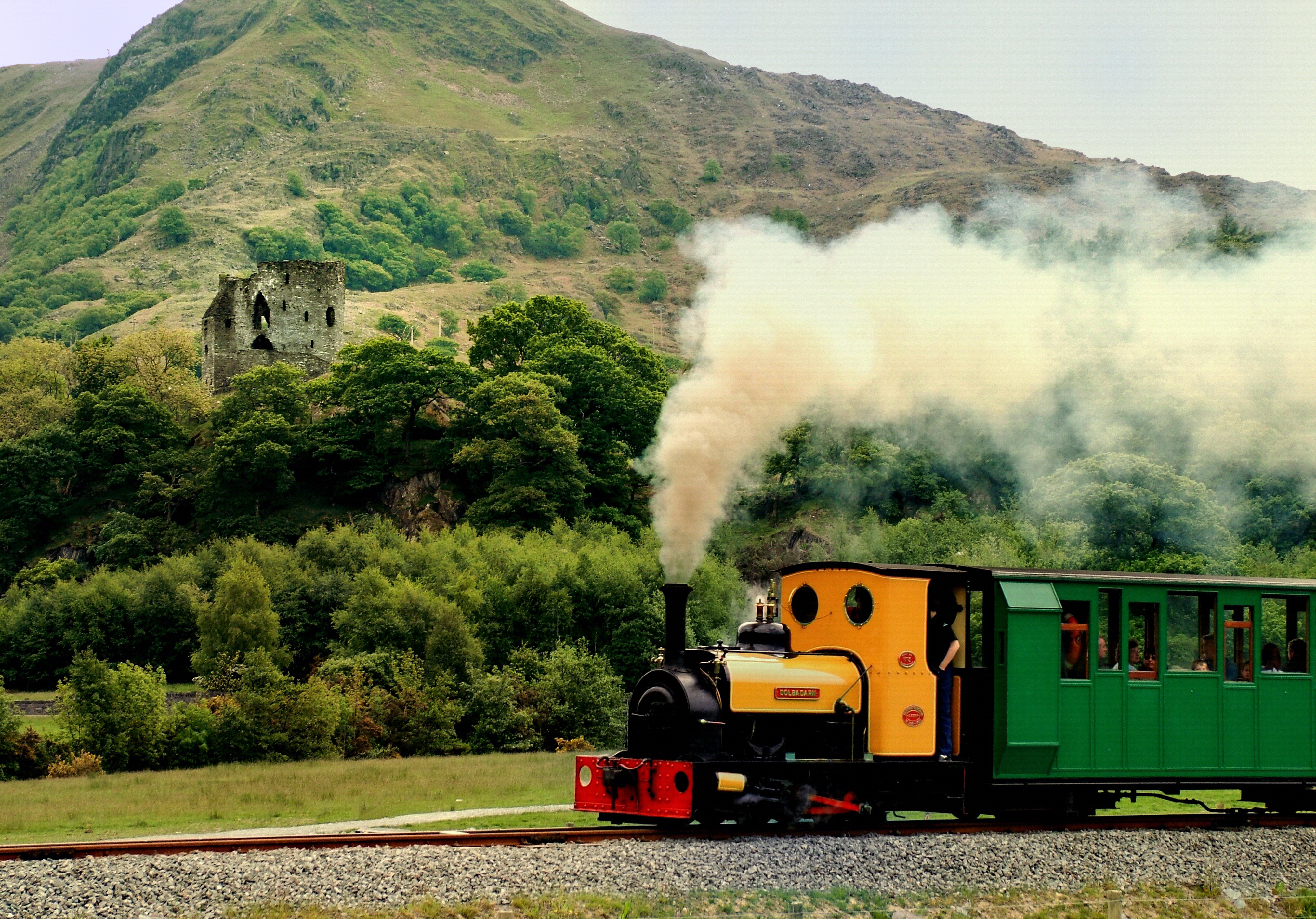
Между Лланберисом и Гилвах-Ти. Виден замок Долбадарн. Поезд ведёт паровоз «Долбадарн».

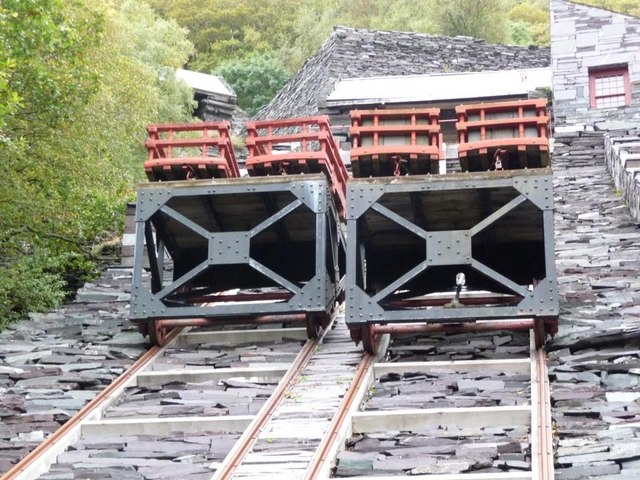
Фуникулёр, применявшийся для спуска вагонеток.

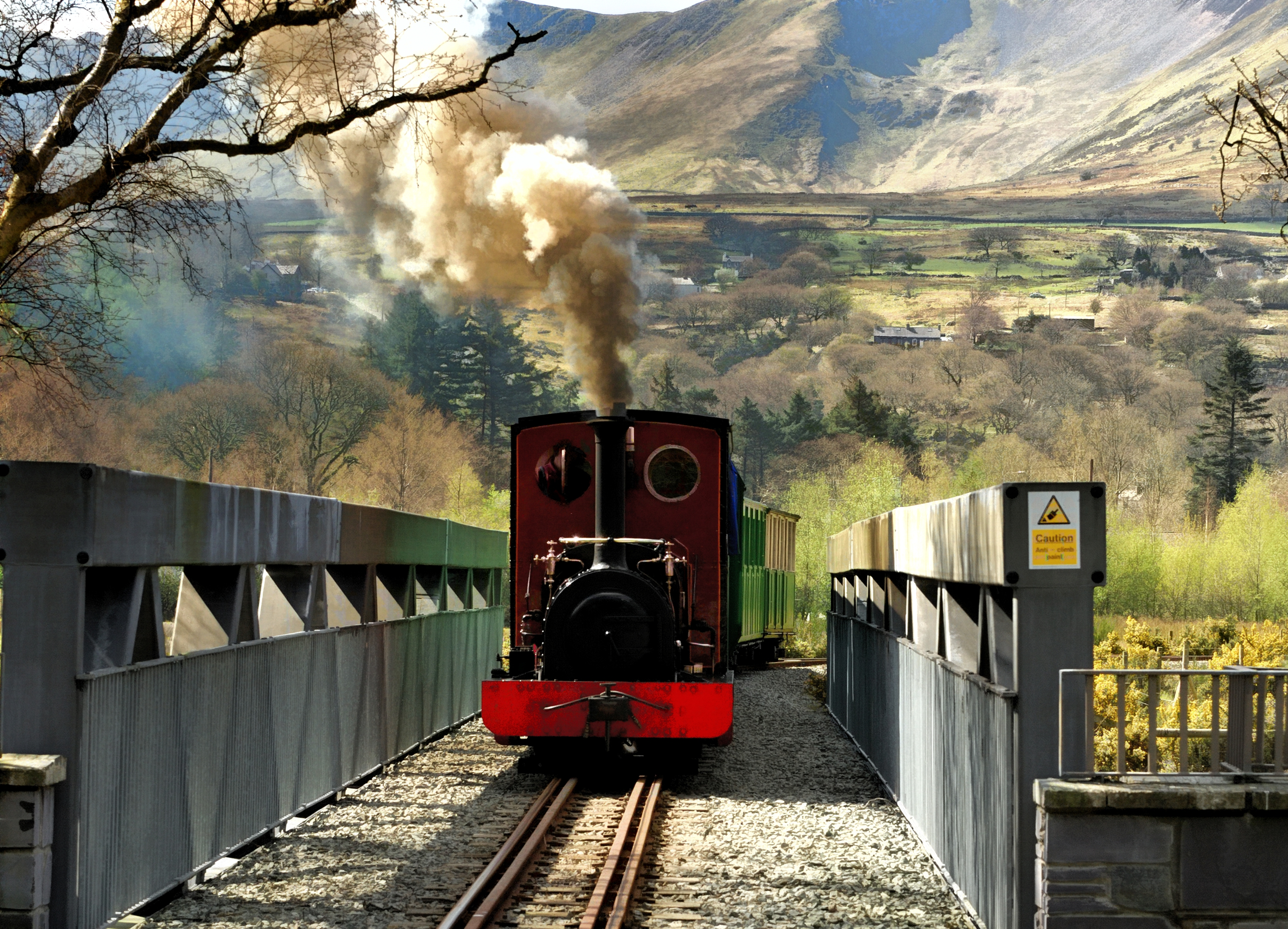
Мост над каналом.

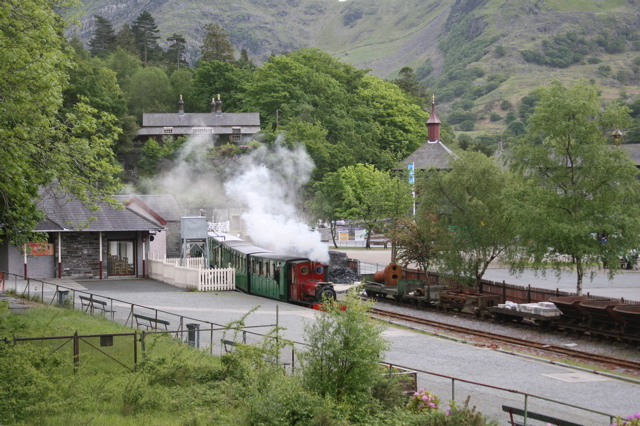
Станция «Гилвах-Ти»

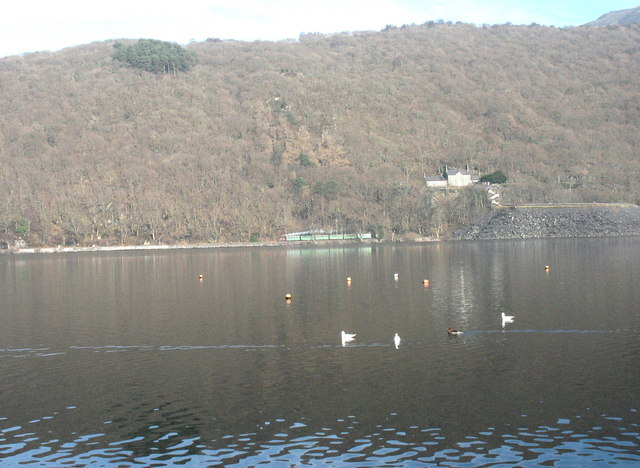
Дорога между станциями «Кел-Ллидан» и «Пен-И-Ллин»

В 1788 г. возле современного Лланбериса, между Нант-Перисом и Диноруигом, открылась Диноруигская сланцевая каменоломня, от которой в 1824 г. к Порт-Динорвику (англ. Port Dinorwic), что лежит на берегу пролива Менай, протянули Диноруигскую конную железную дорогу. Линия шириною в 610 мм шла иным путём, нежели нынешняя Приозёрная линия, была неудовлетворительно спроектирована и проложена по земле, каменоломне не принадлежавшей. В 1842 г. ей на замену открыли Падарнскую железную дорогу, прошедшую другим маршрутом и имевшую иную ширину колеи — 1219 мм. Внутри каменоломни были проложены пути в 578 мм, поэтому вагонетки, гружёные сланцами, спускали с горы Элидир вниз, вкатывали на железнодорожные платформы по четыре за раз — для чего на платформах монтировались рельсы, — и отправляли в таком виде во всё тот же Порт-Динорвик. За время работы каменоломни, которую закрыли только в 1969 г., на её внутренних линиях успело потрудиться около 30-и танк-паровозов — большей частью, «Гунслетов» (Hunslet), — а на Падарнской дороге — 6. После Второй мировой войны владельцы каменоломни начали закупать промышленные тепловозы.
В 1966 г. Лоури Портер (A. Lowry Porter) предложил несколько изменить маршрут трёх восточных миль Падарнской дороги с тем, чтобы сделать её короче, и переговоры о спрямлении пути шли до 1969 г., когда каменоломня — совершенно внезапно — обанкротилась. Это обстоятельство привело в декабре того же года к закрытию Падарнской дороги, которой стало нечего перевозить, ибо единственными грузами, с которыми ходили поезда, были сланцы и рабочие из окрестных деревень, доставляемые к месту работы периодически прицепляемыми пассажирскими вагонами. 

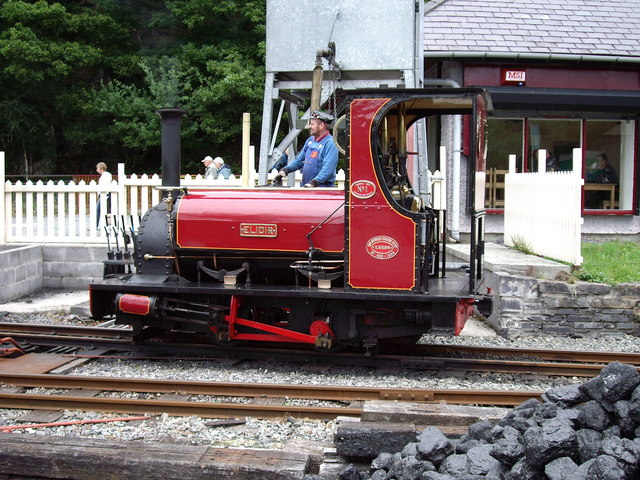
Паровоз «Элдир»

Совет графства Карнарвоншир приобрёл часть земель и зданий бывшей каменоломни, чтобы создать возле Лланбериса загородный парк. Остальная территория каменоломни и её оборудование были выставлены на аукцион, и компания Портера приобрела на нём три карьерных паровоза и тепловоз. В июне 1970 г. Совет купил насыпи прежней Падарнской дороги и позволил их использовать для прокладки новой, Приозёрной, линии. Почти сразу — той же осенью — началось строительство с применением оборудования, что осталось от прежней дороги. Однако задействованным оказался только тот трёхмильный восточный участок, о котором пытались ещё до банкротства договориться Портер и начальство каменоломни. Упомянутый отрезок касался пути, проходящего по землям вновь образованного Падарнского парка — от станции «Кел-Ллидан» до станции «Гилвах-Ти». Движение по нему официально открылось в мае 1971 г.,

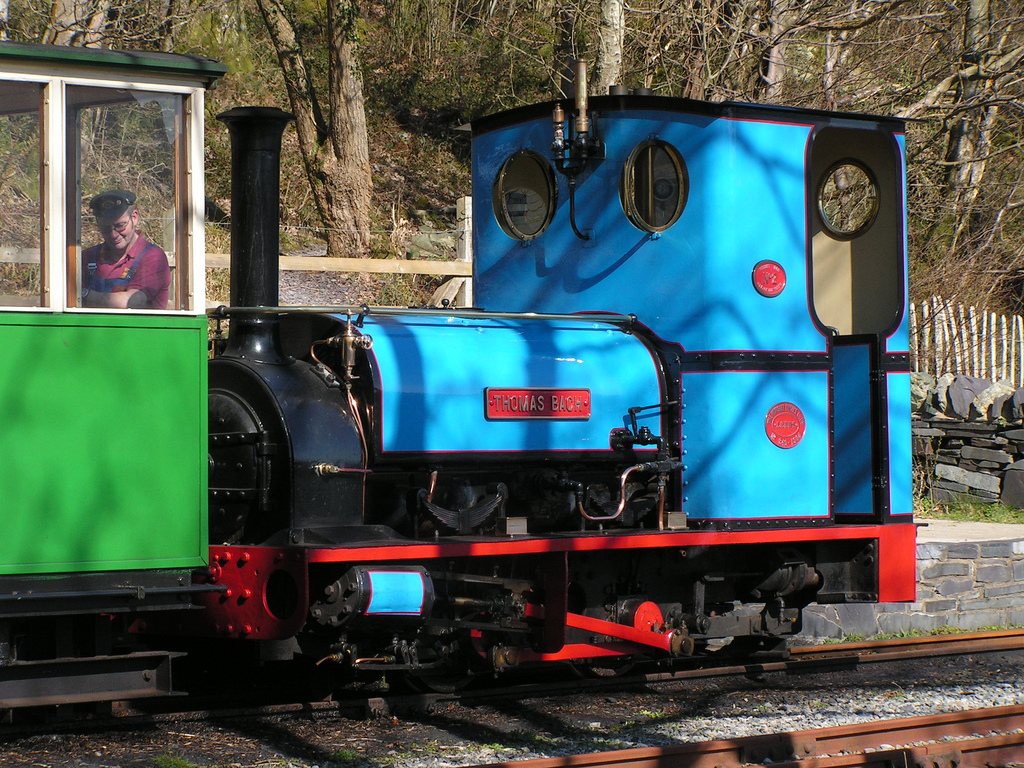
Паровоз «Thomas Bach»

При строительстве ширину колеи изменили, и карьерный подвижной состав пришлось перешивать с 578 мм на 597 мм. Первым это проделали с танковым паровозом «Долбадарн» и тепловозом. После переделки эти локомотивы и начали водить поезда на новой линии, но произошло это не сразу, а только в июне 1971 г. — компания первоначально испытывала нехватку вагонов. В 1972 г. в строй ввели ещё один паровоз — «Красну Девицу» (Red Damsel), — но под новым именем: «Элдир» (Elidir), а затем к нему прибавились ещё два паровоза. Чуть ранее — в декабре 1971 г. — дорогу расширили до станции «Пен-И-Ллин», а в июне же 2003 г. путь дотянули до Лланбериса.

## Нынешнее состояние
Пассажирское движение на дороге осуществляется круглый год, за исключением января, но ежедневное — только в летние месяцы. Поезда отправляются со станции «Гилвах-Ти», поездка длится 45 мин. Дорога участвует в маркетинговой программе «Великие узкоколейки Уэльса».